# 自贡广播电视台
自贡广播电视台及其台属企业自贡市广电有限责任公司，简称自贡广电，为中华人民共和国四川省自贡市的一家综合性媒体集团，其中自贡广播电视台为自贡市人民政府直属事业单位，也是中共自贡市委、自贡市人民政府的市级广播电视媒体。是台的前身為自贡人民廣播電台及自贡電視台，其中廣播服務開始提供於1960年5月1日，電視服務開始提供於1984年10月1日。二者后于2011年6月合并成立自贡广播电视台。

## 历史沿革
1959年，中华人民共和国中央广播事业局批准自贡市建立自贡人民广播电台，电台随即于翌年1月28日试播，5月1日正式播出。播出初期，电台的频率为1490千赫茲，输出功率为250瓦。1967年12月电台的发射台迁往市区土地坡的山顶，频率调整为1420千赫兹:1341。1977年3月，发射塔再度迁往贡井区打锣山，天线改为职工自造的自立式轻型发射塔，翌年，其发射机功率扩大到10千瓦，并获纳入同步广播，频率再改为1422千赫兹:116。此时除四川省外，一些邻近省份亦可接收到自贡人民广播电台的讯号:1341。
1981年，电台移至自贡市区檀木林街47号，发射功率仍为10千瓦:116。1988年6月，广播电台改用中波广播播控中心微机和自动控制系统，并于同年10月正式使用，该系统亦为中国大陆最早实现单板机对收信、监测和信号传输的电台综合控制系统:1341。1996年2月，自贡电台的第二条广播频率文艺经济台（盐都音乐台）开通，并于同年6月28日正式投入播音，为该市第一条调频立体声电台:46。2009年6月，盐都音乐台改制为文化旅游频道。
1983年，自贡市府在市区土地坡谢家松林修筑自贡电视塔，以为市级电视台的创办提供技术支持，1984年9月15日，中华人民共和国广播电影电视部批准电视台成立，同年10月1日，电视台在第7频道试办自贡新闻节目:1346，自贡市也由此成为继重庆市、渡口市后，四川省第三个拥有市级电视台的城市:255。1985年5月7日，自贡电台、自贡电视台开始由自贡市广电局管理:117。1986年，自贡电视塔落成后，自贡电视台的電視訊號开始覆蓋自贡市各縣市，该电视台亦随即迁入新址办公。1991年，自贡微波站开通，自此自贡电视台的信号改由微波传输，2000年，成立于1994年的自贡有线电视台并入自贡电视台，并参与组建了后者的第二条电视频道:722。2008年，自贡电视台主频新闻综合频道在乐山市的有线电视网络落地，基于對等原则，乐山电视台的主频亦可在自贡市有线电视网络收视。
2010年，自贡人民广播电台、自贡电视台合并组建自贡广播电视台，并于2011年12月12日正式挂牌成立。2012年，自贡市公安局在开通自贡广电第三条广播频率交通广播。目前，自贡广播电视台正在与《自贡日报》合并组建自贡市融媒体中心，并合作推出了自己的應用網站與行動應用程式，以在網路上播出自製的節目。2022年3月，自贡广播电视台旗下的电视频道公共频道易名为文化生活频道。

## 旗下資產

### 電視服務
| 頻道名稱     | 语言   | 广播格式                    | 啟播時間      | 频道前身                          | 備註                                                                     | 備註 |
| 综合频道     | 普通話 | SD: PAL 576i 16:9 HD：1080i | 1984年10月1日 | 自贡电视台 自贡电视台新闻综合频道 | 自贡市第一條電視頻道，現時以新聞、時事、專題類節目為主                   |      |
| 文化生活频道 | 普通話 | SD: PAL 576i 16:9 HD：1080i | 2002年:722    | 自贡电视台公共频道                | 原为政策性電視頻道，2022年轉型为文化生活频道，現時以生活、消閒類節目為主 |      |

### 廣播服務
| 頻道名稱     | 语言   | 频道频率 | 啟播時間     | 频道前身                                              | 備註                                                                       |
| 综合广播     | 普通話 | FM97.7   | 1960年5月1日 | 自贡人民广播电台                                      | 以新聞為主，集新聞性、公益性、服務性、監督性為一體的綜合頻率               |
| 文化旅游广播 | 普通話 | FM90.8   | 1996年2月    | 自贡人民广播电台文艺经济台 自贡人民广播电台盐都音乐台 | 四川省第一條專業化文化旅游频率，主要提供文化娱乐新闻、文学、音乐、娱乐节目 |
| 交通广播     | 普通話 | FM90.2   | 2012年       |                                                       | 主要為駕車人士服務的頻率，提供路況播報、生活資訊及服務類節目               |

## 節目
自贡广播电视台是中共自贡市委、自贡市人民政府直屬的正處級事業單位，也被定义为中共自贡市委与自贡市人民政府的喉舌。其有資格組織編排製作廣播電視節目，并负责转播中央和省级广播、电视节目，以服務中國共產黨、中华人民共和国各級政府的政治宣傳。因此，该台的广播频率以及电视频道在每天晚上会分别轉播中央人民广播电台的《全國新聞聯播》以及中国中央电视台的《新闻联播》新聞節目。
在开播初期，自贡人民广播电台有《新闻和自贡日报摘要》、《工业节目》、《对农村人民公社广播》、《思想、学习、生活》和《天气预告》等节目，这些广播节目主要依赖报纸剪编，自贡电台也有开办用唱片播送的文艺节目。在文化大革命期间，电台曾播出毛澤東崇拜、樣板戲相关的节目，1969年以后，自贡电台开始全天转播中央人民广播电台的节目，仅保留《天气预报》一自制节目，直到1977年文革结束为止:117-118。1977年末，自贡电台恢复自办广播节目，现今播出的节目主要可分为新闻类、社教类、文艺类，其中互动交流节目《行风热线》亦为电台的人氣節目:46-47。自贡人民广播电台的大部分广播节目以汉语普通话播出，但也有以四川话播出的《工业节目》、《对农村人民公社广播》、《油厂长请客》、《方言123》等方言节目。
在电视部门，《自贡新闻》是该台最主要的自办电视新闻栏目，其随电视台而创立，初名《盐都新闻》，1985年易今名，其以報導在地新聞見長:255。《直播盐都》、《区县视窗》等也是其他重要的地方电视新聞資訊節目。除了新聞節目外，自贡广播电视台还制作了《自贡灯会》、《火边子牛肉》:256、《大攻坚》:162、《天下自贡人》等专题节目，以及电视散文《群山之上》、电视剧《吴玉章》:162、《忧乐万家》、《冠军从这里起飞》等:256。其中《冠军从这里起飞》也是中国大陆地级市电视台最早拍摄的电视剧，亦曾获得中国电视剧飞天奖:256。自贡电视台亦有与其他同行合作，其曾与中国中央电视台联合摄制了《中国一绝》，以介绍自贡地方风土民情:722。